# 対抗
| ウィキペディアには「対抗」という見出しの百科事典記事はありません（タイトルに「対抗」を含むページの一覧/「対抗」で始まるページの一覧）。 代わりにウィクショナリーのページ「対抗」が役に立つかもしれません。 |